# 攻性防壁
攻性防壁（こうせいぼうへき）は、漫画・アニメ『攻殻機動隊』シリーズに登場するコンピュータセキュリティシステムないし技術である。

## 作中設定
攻殻機動隊の世界では、人々が「電脳」と呼ばれる脳コンピュータインタフェースを頭脳に直結させていることが常識である。作中世界において、電脳は最も軽度な物であれば脳に到達するマイクロマシンにより実現可能とされており、標準的な情報通信手段として用いられている。電脳は非常に便利なものである反面、ハッキングされ電脳を乗っ取られることにより、他人の犯罪行為に加担させられたり、脳を破壊され死亡する危険性がある（作中では電脳へのハッキングをゴーストハックという）。したがって、電脳への不正アクセスを防ぐために「防壁」と呼ばれるファイアウォールが電脳に組み込まれている。しかし、攻殻機動隊の世界では、新たな攻撃手法が日夜考案され続けており、電脳普及以前とは比較にならない程に重大な事件が起きるようになっている。
攻性防壁は、不正アクセス元への攻撃手段を有する防壁のことである。不正アクセスをしてきた者の通信をトレース（逆探知）し、侵入者に対してネットワーク経由で致死的な攻撃を行う（侵入者がAIであればシステムが破壊される）。これらは作中のスラングとして、脳を「焼く」「焼き切る」などと表現される。サイボーグの生命維持装置を暴走させるなどして、生命に危機的ダメージを与える手法らしきものも見られる。
攻性防壁は、特定重要人物の電脳や機密保持の必要なデータベースを守るために使われる。作中では情報が社会基盤の全てともなっているため、不正アクセスは正当防衛すら成立する凶悪犯罪という価値観が成り立っていると考えられる。
攻性防壁は、危険なものであるため、軍事または政府機関以外の使用は法律で禁止されている。さらに、作中の法律である「機密保持法」により軍事または政府機関に使用が認められる攻性防壁は、ある一定のレベル以下のものに限られている。しかしテロリストなどに不正使用されていることが多い様子も作中に見られる。ちなみに、物語の主人公である草薙素子（凄腕の公安職員）の電脳には、4重の攻性防壁が張られている。
なお攻性防壁が設置されていそうな場所へのハッキングを試みる場合は、「身代わり防壁」という一種の使い捨てルータを通して接続する。その場合、攻撃を受けても身代わり防壁が代わりに破壊され、一度だけであれば電脳を保護することが出来る。作中には主に草薙素子が使用するチョーカータイプや、常設しておく大型円筒形のものなどが登場している。

## 他作品における攻性防壁に類似する技術
この攻性防壁のアイデアは、『攻殻機動隊』（1989年～）が初出ではない。遡ればサイバーパンクの旗手であるSF作家のウィリアム・ギブスンが1982年に発表した『クローム襲撃』でICE（Intrusion Countermeasure Electronics：侵入対抗電子機器）として描かれた。
この防衛プログラムシステムは、デッキと呼ばれるコンピュータ端末に接続されたジョッキーないしカウボーイと呼ばれるハッカーたちにとっては、攻略すべき壁である。迂闊に弄れば反撃され、攻撃者が特定され次第殺し屋が押し寄せるなどの現実社会とリンクした防御機構として描かれている。この作品では主人公たちはあるギャング組織の経営する売春宿の売上データを掠め取るべく、正式な通信データに相乗りする形で侵入した。
これらはデッキを介して視覚化され、3次元マトリックス空間に投影された映像として描写される。プログラムやシステムにアクセスするためにはこのICEを解除する正式なキープログラムを持つか、或いは他のプログラムで強制介入して破壊することで突破する。
特に「ブラックアイス」などと呼ばれる致死性の罠が仕掛けられたものは、電脳空間で触れてしまったハッカーの脳や神経系に作用して脳の活動や心臓の鼓動を止めてしまったり、呼吸できないようにして絶命させる。『ニューロマンサー』（1984年）では主人公ケイスが「ディクシー・フラットライン」と呼ばれるケイスの師匠で伝説級ハッカーの擬似人格との対話中でブラックアイスのせいで脳波がしばらく停止（脳死？）していたなどの話が出ているほか、ケイス自身もしばらく脳波停止を被った。
また『カウント・ゼロ』（1986年）では駆け出しハッカーのボビイ・ニューマークが騙されて映画サイトとして教えられた危険施設に不十分なICE対抗電子機器で接触して危うく死にかけ、謎の巨大情報構造に助けられるという描写が冒頭で見られる。それでもボビイは攻撃のショックで居間のカーペットに漏らしてしまったほか、接続中に居場所を特定されたために送り込まれた殺し屋に自宅を爆破されるという散々な目にあっている。

## 現実の技術

### クラッカーへの報復システム
実存する情報技術として、コンピュータネットワーク上の侵入者に対して自動的な報復を実行するセキュリティシステムが登場する可能性がある。2004年3月現在、米テキサス州のベンチャー企業Symbiotは、DoS攻撃やクラッキングに対して「反撃」を行うセキュリティシステムをリリースする計画を発表する予定であるとされている（米時間2004年3月30日予定）。このシステムのコンセプト名は、「Intelligent Security Infrastructure Management Systems（iSIMS）」。同社の社長Michael W. Erwinは、「企業ネットワークの境界に防衛的な壁を立てるだけでは、適切な抑制力にはならない」として、新ソリューションの優位性を主張している。
しかし、Symbiotの画期的なソリューションには批判の声も多い。情報処理関連アナリスト団体Ovumの主席アナリストであるGraham Titteringtonは、Symbiotのセキュリティシステムによる「報復」は、それ自体が一つの「攻撃」であり、それは各国の不正アクセスを禁止した法律に抵触するだろうと指摘している。
たとえ法律的な問題が解決されたとしても、クラッカーによる攻撃が、ボットネットによる分散Dos攻撃であった場合、Symbiotのソリューションは役に立たないだろうと指摘する声もある。分散Dos攻撃においては、クラッカーがコンピュータウイルスで操作権を乗っ取った第三者のコンピュータに指示を与え、乗っ取られたコンピュータから一斉攻撃を仕掛けてくる。このような場合、Symbiotのセキュリティシステムが報復する先は犯罪者ではなく、無実の第三者である。分散Dos攻撃の踏み台とされたコンピュータのデータが破壊されるのだ。罪のない第三者に深刻な損害を与えることにもなりかねない。通信関連大手Cable & Wireless社のインシデント対応ディレクターRichard Starnesは、この件について、次のようなたとえ話を述べている。「田舎のおばあちゃんが使っているコンピュータが反撃のターゲットになり、そのなかに入っていた100年来のクッキーのレシピが失われ、しかもバックアップのコピーも残っていないという事態が起こるかもしれない」。Starnesは、Symbiotの攻撃的セキュリティシステムが実際に開発されたとしても、Cable & Wirelessが導入する予定はないと述べている。

### コンピュータネットワーク経由による人体への攻撃
現実の世界においては、電脳化に類するインターフェースは普及していないため、それらを介した人体への攻撃についても未だ理論段階にある。
必然的に、攻性防壁のようなコンピュータネットワーク経由で人体に直接攻撃を加えるセキュリティーシステムの実現も難しいが、コンピュータネットワーク経由の人体への攻撃が実際に行われた事例は既に存在する。
日本では1997年のポケモンショックにより、テレビ画面などからの視覚刺激が人体にダメージを与えることがあることが広く知られるようになった。激しい光の点滅や色と図形パターンの異常に速い変化を見ることが、発作様症状や頭痛・吐き気などを引き起こすことがある。これを応用したコンピュータネットワーク経由の攻撃が、en:Epilepsy Foundation（てんかん協会）が主催するてんかん患者のためのサポート掲示板を脅かしたことがあった。この攻撃においては、サポート掲示板に悪意のあるJavaScriptのコードが仕掛けられ、掲示板を閲覧するてんかん患者に対して発作を誘発する視覚情報を表示するように設定されていた。掲示板を開いた被害者は、このスクリプトが作り出す画面パターンを原因とする発作を起こしたことで、体が凍りつき、痛みに襲われ、自力で異常動作するウェブブラウザ画面を閉じることすらできなかった者もいた。
2017年3月には、てんかんを患う者にストロボ光アニメーションのツイートを送りつけ、故意に発作を起こさせたとして、アメリカ合衆国メリーランド州在住の男が逮捕された。男は2016年12月、てんかん患者を公言していた雑誌記者のアカウントへ向けて、ストロボアニメーション付きツイートを送った。被害者はツイートを見たところ直ちに発作を起こし、床に倒れていたところを妻に発見されている。被害者代理人によれば数日間行動不能になり、数週間に渡って会話が困難になったという。

## 備考
2007年10月9日、電机本舗のセキュリティソフト「PeopleLock3」では機能の一つとして“攻勢防壁機能”と言う言葉を使用している。これはコンピュータ（主にパソコン）に記憶媒体を接続した場合に、フォーマットを強制する機能で不正な外部へのデータ持ち出しなど情報漏洩を未然に防止するものとしている。ただしこちらはコンピュータネットワーク越しではなく物理接続された外部ストレージを強制的に暗号化フォーマットして、他のコンピュータでは読み取れなくしてしまう機能であり、同機能が他のコンピュータに直接的な破壊活動を行うことを意味した名称ではない。暗号化され他のコンピュータから利用できなくなったハードディスクも、フォーマットして内部データを全て破棄すればハードウェア自体は再利用可能である。ディスクドライブ全体を暗号化して情報を保護するコンピュータセキュリティ製品は同ソフトウェア以前から存在しているため、実質的に「名称を利用した」だけである。